# Астидамия
Астидамия (Астидамея, др.-греч. Ἀστυδάμεια) — персонаж древнегреческой мифологии.
Жена Акаста, царя древнегреческого города Иолка в Фессалии. Воспылала страстью к женатому чужеземцу Пелею, но тот отверг её, тогда она оклеветала его, утверждая, что он пытался её соблазнить. Супруга Пелея повесилась. Акаст пытался погубить его, но неудачно. Позднее Пелей вместе с Ясоном и Диоскурами разграбил Иолк и убил Астидамию. Разрубив её тело на части, он по ним привел войско в город.
Астидамия была персонажем трагедий Софокла и Еврипида под названием «Пелей» (обе утрачены).